# Halsbandleguanen
Halsbandleguanen (Crotaphytus) zijn een geslacht van hagedissen die behoren tot de familie Crotaphytidae.

## Naam en indeling
De wetenschappelijke naam van de groep werd voor het eerst voorgesteld door John Edwards Holbrook in 1842. Er zijn negen verschillende soorten. De geslachtsnaam Crotaphytus is afgeleid van de Griekse woorden 'krotaphos', dat zijkant van de kop betekent en 'phyton', dat 'schepsel' betekent.
De Nederlandstalige naam halsbandleguanen slaat op de donkere en lichtere dwarsbanden bij de nek.

### Soorten
Het geslacht omvat de volgende soorten, met de auteur en het verspreidingsgebied.
| Naam                                   | Auteur                      | Verspreidingsgebied      |
| -------------------------------------- | --------------------------- | ------------------------ |
| Crotaphytus antiquus                   | Axtell & Webb, 1995         | Mexico                   |
| Crotaphytus bisinctores                | Smith & Tanner 1972         | Verenigde Staten         |
| Halsbandleguaan (Crotaphytus collaris) | Say, 1823                   | Mexico, Verenigde Staten |
| Crotaphytus dickersonae                | Schmidt, 1922               | Mexico                   |
| Crotaphytus grismeri                   | Mcguire, 1994               | Mexico                   |
| Crotaphytus insularis                  | Van Denburgh & Slevin, 1921 | Mexico                   |
| Crotaphytus nebrius                    | Axtell & Montanucci, 1977   | Mexico, Verenigde Staten |
| Crotaphytus reticulatus                | Baird, 1858                 | Mexico, Verenigde Staten |
| Crotaphytus vestigium                  | Smith & Tanner 1972         | Mexico, Verenigde Staten |

## Verspreiding en habitat

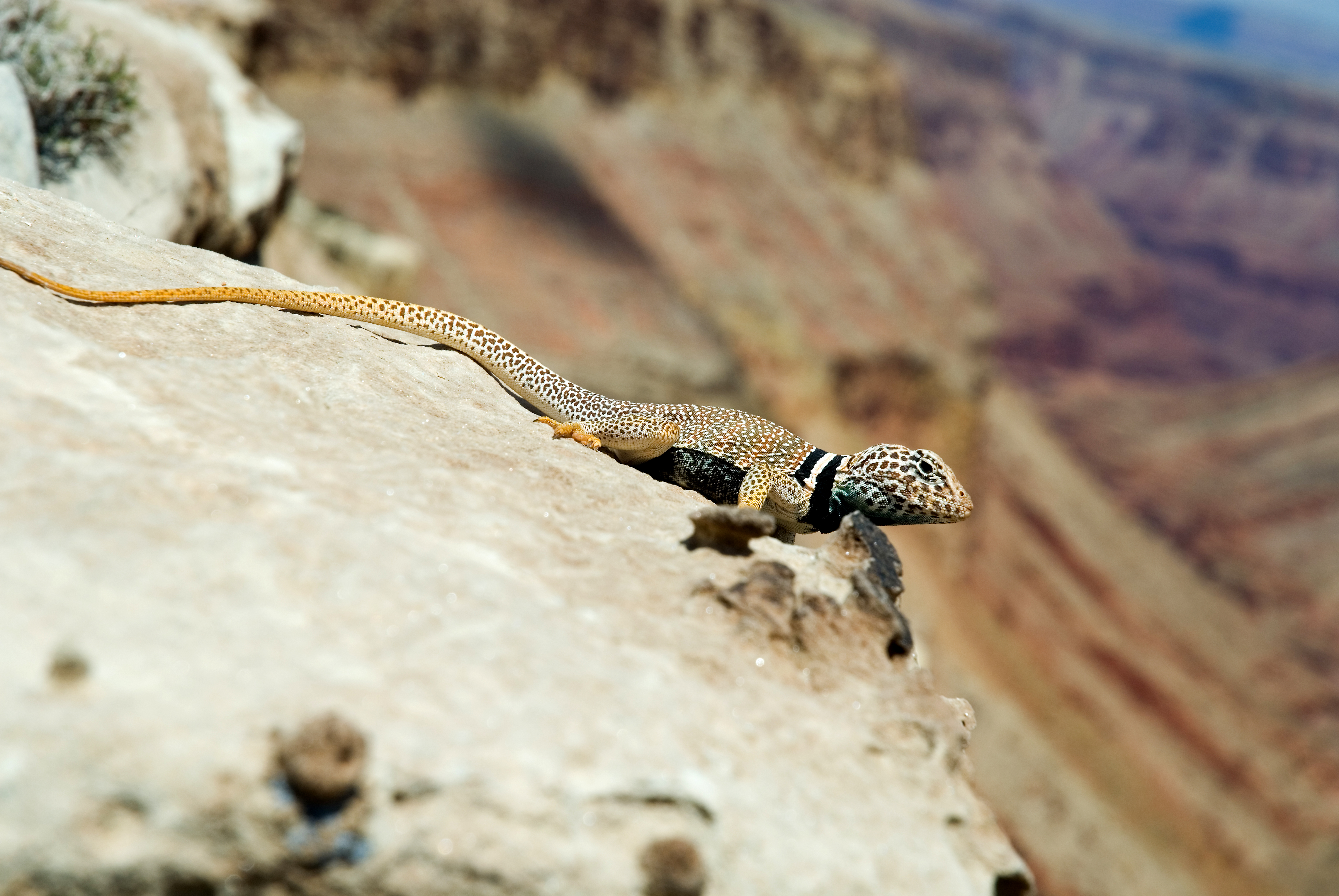
Crotaphytus bisinctores, Kaibab National Forest, Arizona, Verenigde Staten.

De soorten komen voor in delen van Noord-Amerika en leven in de landen Mexico en de Verenigde Staten. De habitat bestaat uit scrubland, woestijnen en andere droge rotsige omgevingen.

## Beschermingsstatus
Door de internationale natuurbeschermingsorganisatie IUCN is aan alle soorten een beschermingsstatus toegewezen. Zeven soorten worden gezien als 'veilig' (Least Concern of LC), een soort als 'kwetsbaar'(Vulnerable of VU) en een soort als 'bedreigd' (Endangered of EN).